# انرژی هسته‌ای در فرانسه

تولید برق در فرانسه از اوایل دهه ۱۹۸۰ تحت سلطه انرژی هسته ای بوده و بخش بزرگی از این نیروگاه امروزه صادر می شود.

انرژی هسته ای بزرگترین منبع برق در فرانسه است ، این کشور با تولید ۳۷۹٫۵ TWh یا ۷۰٫۶٪ از کل تولید برق کشور با 537.7 TWh ,  بالاترین درصد تولید انرژی هسته ای کشورها در جهان را داراست. 
الکتریسیته دو فرانس (ئه ده اف) – شرکت اصلی تولید و توزیع برق این کشور - ۵۶ راکتور قدرت  این کشور را مدیریت می کند.  ئه ده اف به طور قابل ملاحظه ای متعلق به دولت فرانسه است و حدود ۸۵ درصد سهام آن در اختیار دولت است. 
فرانسه در سال 2017 38 TWh برق به همسایگان خود صادر کرد.  هنگامی که تقاضا بیش از عرضه باشد ، در موارد نادر آب و هوای نامساعد ، این کشور وارد کننده خالص برق می شود.  

## تاریخ
فرانسه رابطه طولانی با قدرت هسته ای دارد ، که با کشف رادیواکتیویته طبیعی توسط هانری بکرل در دهه ۱۸۹۰ آغاز شد و توسط دانشمندان هسته ای مشهور مانند پیر و ماری اسکلادوسکا کوری ادامه یافت .
تحقیقات هسته ای به دلیل بی ثباتی جمهوری چهارم و نبود منابع مالی در دسترس برای مدتی پس از جنگ متوقف شد.  با این حال ، در دهه ۱۹۵۰ یک برنامه تحقیقات هسته ای غیرنظامی آغاز شد ، محصول جانبی آن پلوتونیوم بود. در سال ۱۹۵۶ یک کمیته مخفی برای کاربردهای نظامی انرژی اتمی تشکیل شد و برنامه توسعه خودروهای تحویل آغاز شد. در سال ۱۹۵۷ ، بلافاصله پس از بحران سوئز و تنش دیپلماتیک با اتحاد جماهیر شوروی و ایالات متحده ، رئیس جمهور فرانسه رنه کوتی در مورد ایجاد CSEM در صحرای جنوبی فرانسه تصمیم گرفت ، تاسیسات جدید آزمایش هسته ای جایگزین تاسیسات آزمایش CIEES شود.  
اولین نیروگاه هسته ای توسط EDF در فرانسه در سال ۱۹۶۲ افتتاح شد. 

### طرح مسمر
در نتیجه مستقیم بحران نفتی ۱۹۷۳ ، در ۶ مارس ۱۹۷۴ ، پیر مسمر ، نخست وزیر ، برنامه ای را که به نام "برنامه مسمر" شناخته شد ، اعلام کرد ، یک برنامه بزرگ هسته ای با هدف تولید تمام برق فرانسه از نیروی هسته ای.  در زمان بحران نفت بیشتر برق فرانسه از نفت خارجی تامین می شد. نیروی هسته ای به فرانسه اجازه داد تا کمبود منابع انرژی بومی خود را با استفاده از نقاط قوت خود در مهندسی سنگین جبران کند.   وضعیت در شعاری خلاصه شد: "در فرانسه ما نفت نداریم ، اما ایده داریم". 
دلیل اینکه طرح مسمر بدون بحث عمومی یا پارلمان به تصویب رسید این بود که هیچ برای این بحث ها در خصوص  تصمیمات بسیار تکنولوژیکی و استراتژیک مهم در دولتها  ی فرانسه نبود و پارلمان دارای کمیسیون علمی با تجهیزات فنی کافی برای  نبود  رسیدگی به چنین تصمیمات علمی و راهبردی نبود، همانطور که مردم چنین ابزارهایی را ندارند. فرانسه هیچ رویه ای  عمومی برای ارزیابی برنامه های مهم فناوری را ندارد.  در این طرح احداث حدود ۸۰ نیروگاه هسته ای تا سال ۱۹۸۵ و در مجموع ۱۷۰ نیروگاه تا سال ۲۰۰۰ پیش بینی شده بود.  کار بر روی سه کارخانه اول ، در Tricastin ، Gravelines و Dampierre در همان سال آغاز شد  و فرانسه ۵۶ رآکتور را در ۱۵ سال آینده نصب کرد. 

تولید برق مربوط CO _{2} تولید گازهای گلخانه ای در فرانسه در مه ۲۷ ۲۰۲۰ با شدت CO _{2} کلی 52 GCO _{2} تجهیزات / کیلووات ساعت. منبع: Electricmap.org

پس از پیروزی فرانسوا اولاند در انتخابات ریاست جمهوری سال ۲۰۱۲ ، تصور می شد که ممکن است در فرانسه یک مرحله از رده خارج شدن جزئی اتمی  رخ دهد. این امر پس از بحث ملی در آستانه انتخابات انجام شد و نیکولا سارکوزی رئیس جمهور از قدرت هسته ای حمایت کرد و فرانسوا اولاند پیشنهاد کرد تا سال ۲۰۲۵ سهم برق در انرژی هسته ای بیش از یک سوم کاهش یابد.  دستور اولاند برای حداقل  تعطیلی نیروگاه هسته ای فسنهایم تا سال 2017   که به دلیل نگرانی از فعالیت لرزه ای و جاری شدن سیل ، کمپین تعطیلی در آن در حال جریان بوده قطعی به نظر می رسید.
تلاش های فعال دولت فرانسه برای بازاریابی راکتور تحت فشار پیشرفته اروپایی با مانع افزایش هزینه ، تاخیر و رقابت سایر کشورها مانند کره جنوبی که راکتورهای ساده تر و ارزان تری  ارائه می دهند ، مواجه شده است.  

سن راکتورهای هسته ای فرانسه در سال ۲۰۲۰ نسبت به آغاز عملیات تجاری

در سال ۲۰۱۵ ، مجلس شورای ملی تصویب کرد که تا سال ۲۰۲۵ تنها ۵۰ درصد از انرژی فرانسه توسط نیروگاه های هسته ای تولید می شود.  نیکلاس هالوت ، وزیر محیط زیست ، در نوامبر ۲۰۱۷ اشاره کرد که این هدف غیر واقعی است و کاهش را به ۲۰۳۰ یا ۲۰۳۵ موکول کرد. 
در نوامبر ۲۰۱۸ ، رئیس جمهور مکرون اعلام کرد که هدف ۵۰ درصدی کاهش توان هسته ای تا سال ۲۰۳۵ به تعویق می افتد و مستلزم بستن چهارده راکتور 900 MWe است. دو راکتور قدیمی ، واحدهای ۱ و ۲ در فسنهایم ، در سال ۲۰۲۰ بسته می شوند. تصمیم در مورد هرگونه ساخت هسته ای جدید در سال ۲۰۲۱ گرفته می شود.  ئه ده اف در حال برنامه ریزی یک برنامه سرمایه گذاری به نام Grand Carénage است که طول عمر راکتور را تا ۵۰ سال افزایش می دهد که تا سال ۲۰۲۵ به طور کامل تکمیل می شود. 
در سال ۲۰۲۰ ، وزیر انرژی الیزابت بورن اعلام کرد که دولت در مورد ساخت هیچ راکتور جدیدی تصمیم نمی گیرد تا اینکه فلامنویل ۳ پس از سال ۲۰۲۲ شروع به کار کند. 

کشورهای مبتنی بر خروجی هسته ای به عنوان درصدی از توان تولیدی ملی

از سال ۲۰۱۵ ، قیمت برق فرانسه ، بدون احتساب مالیات ، برای مشتریان خانگی دوازدهمین برق ارزان در بین ۲۸ عضو اتحادیه اروپا و دومین برق ارزان برای مصرف کنندگان صنعتی است. 

## مروری فنی

نقشه راکتورهای فعال قدرت هسته ای فرانسه ، بر اساس کلاس

جذب چنین درصد زیادی از کل تولید برق از انرژی هسته ای خاص فرانسه است. این وابستگی منجر به انحرافات معین ضروری ای از طراحی و عملکرد استاندارد سایر برنامه های قدرت هسته ای شده است. به عنوان مثال ، برای تأمین تقاضای متغیر در طول روز ، برخی از نیروگاه ها باید به عنوان نیروگاه های قله کار کنند ، در حالی که اکثر نیروگاه های هسته ای در جهان به عنوان نیروگاه های پایه کار می کنند و به دیگر واحدهای فسیلی یا آبی اجازه می دهند تا با تقاضا سازگار شوند. قدرت هسته ای در فرانسه دارای ضریب ظرفیت کلی در حدود ۷۷ است که به دلیل تابعیت بار کم است. با این حال در دسترس بودن حدود ۸۴ است ، که نشان دهنده عملکرد کلی عالی نیروگاه ها است.

## اثرات زیست محیطی

تأسیسات پسماند هسته ای در فرانسه

در سال ۲۰۰۷ ، اریوا ان سی ادعا کرد که به دلیل وابستگی فرانسه به انرژی هسته ای ، میزان انتشار کربن توسط آنها در هر کیلووات ساعت کمتر از ۱/۱۰ میزان آلمان و انگلیس و ۱/۱۳ از دانمارک است که هیچ نیروگاه هسته ای ندارد. انتشار گازهای اکسید نیتروژن و دی اکسید گوگرد در طی ۲۰ سال ۷۰ درصد کاهش یافته است ، اگرچه کل توان تولیدی در آن زمان سه برابر شده است. 

### آلودگی هوا

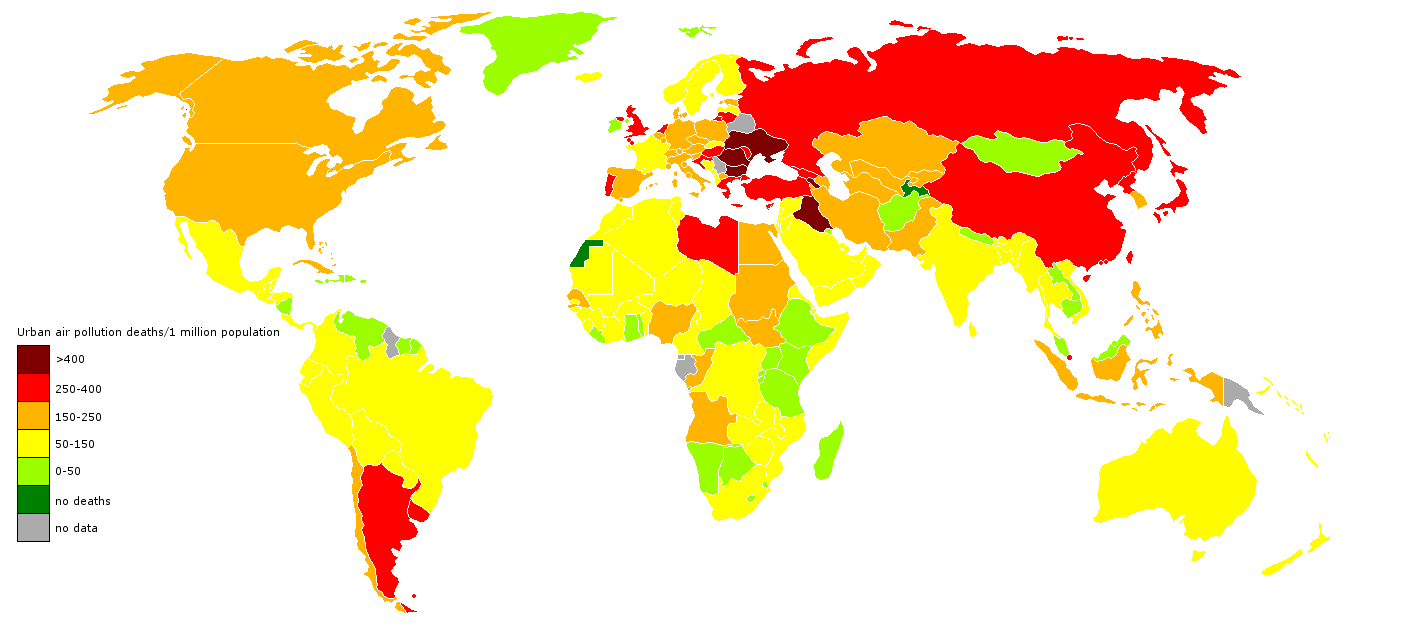
مرگ و میر ناشی از آلودگی هوا در سال ۲۰۰۴ علیرغم سطح مشابهی از فعالیت های صنعتی و شهرهای محل سکونت خود به عنوان همسایه های نزدیک آلمان ، اسپانیا و ایتالیا ، فرانسه در مقایسه با سایر کشورهای سرزمین اصلی اروپایی سالانه تعداد کمتری از مرگ و میر ناشی از آلودگی هوا را دارد.

برخلاف کشورهای همسایه خود آلمان ، ایتالیا و انگلستان ، فرانسه به دلیل وجود انرژی هسته ای ارزان قیمت ، به سوخت های فسیلی و زیست توده برای برق یا گرمایش خانه وابسته نیست. به طور کلی ، این کشور دارای کیفیت هوای بهتر   و مرگ و میر ناشی از آلودگی کمتر است.   آلودگی هوا در فرانسه عمدتا از خودروها ناشی می شود و مقدار کمی از آن توسط باد از آلمان منتقل می شوند.    هر سال ، نیروگاههای زغال سنگ در آلمان عامل ۱۸۶۰ مورد مرگ زودرس داخلی و تقریباً ۲۵۰۰ مرگ در خارج از کشور هستند. 